# Epimedium
Epimedium, på kinesiska 淫羊藿 ("yin yang huo") och på svenska även känt som sockblommor, är ett släkte med ungefär 60 eller fler arter av örtartade gömfröväxter i familjen berberisväxter. Den stora majoriteten av dessa arter är endemiska för södra Kina, men en del arter har ytterligare utposter i  centrala, södra och östra Asien och Europa.
Epimedium-arter är motståndskraftiga perenner. Majoriteten har "spindelliknande" blommor med fyra kronblad och blommar på våren. Många tros fungera som afrodisiakum.